# Morto ma non sepolto
Morto ma non sepolto (Attack of the Graveyard Ghouls) è il settantatreesimo libro della collana Piccoli brividi di R. L. Stine.

## Trama
Il protagonista del racconto, Spencer Kassimir, è un dodicenne che viene preso continuamente in giro dai suoi compagni Frank Foreman e Buddy Tanner. Un giorno la sua professoressa, la signora Webster, ispirata da uno dei suoi bei temi, accompagna la classe al cimitero sulla collina della città che si chiama appunto "Tombalta". Spencer porta con sé lo zainetto di suo fratello Jason e un cappellino da baseball. Insieme alla sua amica Audra Rusinas, Spencer esplora il cimitero e le varie lapidi. Quando giunge il momento di andare, con la fretta rompe una lapide e dimentica purtroppo lo zaino e il cappello al cimitero. Una volta giunto a casa si accorge dei due oggetti dimenticati, così la sera, munito di torcia si reca nuovamente al cimitero insieme ad Audra.
Quando i due, dopo aver recuperato il tutto, stanno per uscire dal camposanto e tornare a casa spuntano fuori Frank e Buddy. Nonostante Audra cerchi di fermarli, i due bulli legano con una grossa corda Spencer ad una lapide e scappano, mentre Audra corre a cercare aiuto. Così Spencer, rimasto solo, diviene vittima degli orrori del cimitero. Infatti il protagonista viene avvolto immediatamente da una misteriosa nebbia verde che costringe la sua mente a staccarsi dal suo corpo. Incredulo Spencer, cercando di non farsi trasportare dal vento guarda attentamente e scorge il suo corpo legato che comincia a muoversi. Quando arrivano i suoi genitori accompagnati da Audra, Spencer vede il suo corpo che si unisce a loro. Allora rendendosi conto di essere un fantasma si rivolge agli spettri del cimitero e chiede chiarimenti sull'accaduto. Essi lo informano che il suo corpo adesso è in possesso di Oswald Manse, un pericolosissimo ragazzo che quando era in vita incendiò una gran parte di Tombalta e che il suo scopo è solo quello di seminare distruzione. Così Spencer, impossessandosi del corpo di un topo, riesce ad arrivare a casa sua e ad entrare. Qui entra nel corpo del suo gatto Duke ma una volta dentro lo scenario è raccapricciante: Oswald Manse sta già recando danno alla sua abitazione, rompendo armadi, squarciando cuscini e gettando a terra barattoli di cibo. Lo spettro, rivolgendosi a Spencer, gli promette che non appena avrà trovato un corpo più robusto, distruggerà il suo.

A questo punto Oswald prende Spencer e lo rinchiude in uno scatolone; il protagonista, allora, entra nel corpo di un ragno e, raggiunta la camera di suo fratello Jason, comprende la serietà della situazione e decide di usare il corpo del fratello per cercare aiuto; ma nonostante i suoi sforzi i suoi genitori non riescono a credere alla strana storia da lui raccontata e continuano a pensare che chi sta distruggendo la casa è proprio lui. Allora Spencer, nelle vesti di suo fratello, decide di chiedere aiuto alla sua amica Audra, visto che lo spettro ha cominciato a incendiare case e a distruggere garage a colpi di ascia. Ma una volta giunto a casa dell'amica si accorge che il corpo di Audra è in possesso del fratello di Oswald, Martin Manse. Riuscendo a sfuggire al fantasma, Spencer si rende conto che anche la mente di Audra si trova al cimitero, così correndo raggiunge il camposanto. Alla fine il protagonista riesce a portare Audra con sé sotto forma di un cane e a sconfiggere i due spettri liberando il corpo suo e quello della sua amica. Infatti suo fratello Jason, rivolendo indietro il proprio corpo, cerca di insinuarvisi, ma l'azione di contrasto da parte di Spencer, genera un frenetico ballo, espressione di pura vitalità che annienta i due fantasmi. L'unico problema è che cercando di riprendere il proprio corpo Spencer viene in possesso di quello di Audra e questa di quello di Spencer.

## Personaggi
- Spencer Kassimir: protagonista della storia, un ragazzo timido e insicuro.
- Audra Rusinas: la migliore amica di Spencer, una ragazza bella e gentile.
- Oswald Manse: antagonista principale del racconto. È stato un ragazzino di quindici anni vissuto durante la fine del settecento che, insieme a suo fratello Martin, causò terribili danni a Tombalta e ai suoi abitanti e, per questo motivo, i due vennero entrambi giustiziati nel 1785. Come spettro entra in possesso del corpo di Spencer per causare nuovamente danni.
- Martin Manse: fratello di Oswald e co-antagonista della storia. È stato un ragazzino di tredici anni vissuto durante la fine del settecento che, insieme a suo fratello Oswald, causò terribili danni a Tombalta e ai suoi abitanti e, per questo motivo, i due vennero entrambi giustiziati nel 1785. Come spettro entra in possesso del corpo di Audra per causare nuovamente danni.
- Frank Foreman: il bullo della classe di Spencer, è tra quelli che lo perseguitano.
- Buddy Tanner: migliore amico di Frank e suo braccio destro.
- Jason Kassimir: il fratello minore di Spencer. Il suo corpo viene brevemente posseduto da suo fratello per sconfiggere Oswald e Martin Manse.
- Ms. Webster: l'insegnante della classe di Spencer. Spesso è solita lodarlo per i suoi temi.
- Mr. Kassimir: lo scettico padre di Spencer.
- Ms. Kassimir: la madre di Spencer.

## Edizioni
- R. L. Stine, Morto ma non sepolto, traduzione di Cristina Scalabrini, collana Piccoli brividi, Arnoldo Mondadori Editore, 2000,  p. 142, ISBN 88-04-48547-7.